# Светско првенство у атлетици у дворани 2010 — 1.500 метара за жене
Трка на 1.500 метара у женској конкуренцији на Светском првенству у атлетици у дворани 2010. у Дохи одржано је у 12. и 14. марта.
Титулу освојену у Валенсији 2008, бранила је Гелете Бурка из Етиопије.

## Земље учеснице
Учествовало је 18 такмичарки из 13 земаља.
1. Белорусија (1)
2. Етиопија (2)
3. Ирска (2)
4. Канада (1)
5. Кенија (1)
6. Мадагаскар (1)
7. Пољска (1)
8. Русија (2)
9. САД (2)
10. Уједињено Краљевство (2)
11. Француска (1)
12. Шведска (1)
13. Шпанија (1)

## Освајачи медаља
| Освајачи медаља    |                   |              |  |  |  |  |
|                    |                   |              |  |  |  |  |
|                    |                   |              |  |  |  |  |
|                    |                   |              |  |  |  |  |
| Калкидан Газехегне | Наталија Родригез | Гелете Бурка |  |  |  |  |
| Етиопија           | Шпанија           | Етиопија     |  |  |  |  |

## Рекорди
Стање 11. март 2010.
| Рекорди пре почетка Светског првенства 2010. | Рекорди пре почетка Светског првенства 2010. | Рекорди пре почетка Светског првенства 2010. | Рекорди пре почетка Светског првенства 2010. | Рекорди пре почетка Светског првенства 2010. | Рекорди пре почетка Светског првенства 2010. |
| -------------------------------------------- | -------------------------------------------- | -------------------------------------------- | -------------------------------------------- | -------------------------------------------- | -------------------------------------------- |
| Светски рекорд                               | 3:58,28                                      | Елена Соболева                               | Русија                                       | Москва, Русија                               | 18. фебруар 2006.                            |
| Рекорди светских првенстава                  | 3:59,75                                      | Гелете Бурка                                 | Етиопија                                     | Валенција, Шпанија                           | 9. март 2008.                                |
| Најбољи резултат сезоне                      | 4:03,28                                      | Калкидан Газехегне                           | Етиопија                                     | Стокхолм, Шведска                            | 10. фебруар 2010.                            |
| Афрички рекорд                               | 3:59,75                                      | Гелете Бурка                                 | Етиопија                                     | Валенција, Шпанија                           | 9. март 2008.                                |
| Азијски рекорд                               | 3:59,79                                      | Марјам Јусуф Џамал                           | Бахреин                                      | Валенција, Шпанија                           | 9. март 2008.                                |
| Северноамерички рекорд                       | 3:59,98                                      | Реџајна Џејкобс                              | Сједињене Државе                             | Бостон, САД                                  | 1. фебруар 2003.                             |
| Јужноамерички рекорд                         | 4:14,05                                      | Летитија Врисде                              | Суринам                                      | Будимпешта, Мађарска                         | 12, фебруар 1992.                            |
| Европски рекорд                              | 3:58,28                                      | Елена Соболева                               | Русија                                       | Москва, Русија                               | 18. фебруар 2006.                            |
| Океанијски рекорд                            | 4:11,08                                      | Сара Џејмисон                                | Аустралија                                   | Бостон, САД                                  | 7. фебруар 2009.                             |

### Најбољи резултати у 2010. години
Десет најбољих атлетичарки године на 1.500 метара у дворани пре првенства (12. марта 2010), имале су следећи пласман.
| 1. | Калкидан Газехегне    | Етиопија    | 4:03,28 | 10. фебруар |
| 2. | Гелете Бурка          | Етиопија    | 4:03,44 | 6. фебруар  |
| 3. | Гензебе Дибаба        | Етиопија    | 4:04,80 | 14. фебруар |
| 4. | Силвија Џебивот Кибет | Кенија      | 4:05,33 | 10. фебруар |
| 5. | Наталија Родригез     | Шпанија     | 4:06,35 | 6. фебруар  |
| 6. | Силвија Ејдис         | Пољска      | 4:07,17 | 13. фебруар |
| 7. | Ирене Јелагат         | Кенија      | 4:07,45 | 6. фебруар  |
| 8. | Џесика Аугусто        | Португалија | 4:07,89 | 27. фебруар |
| 9. | Марија Савинова       | Русија      | 4:08,2h | 16. јануар  |
| 10 | Јевгенија Золотова    | Русија      | 4:08,25 | 13. фебруар |

Такмичарке чија су имена подебљана учествовале су на СП 2010.

## Квалификациона норма
| дворана                    | отворено                   |
| -------------------------- | -------------------------- |
| 4:15,00 или 4:32,00 (Миља) | 4:04,00 или 4:22,00 (Миља) |

## Сатница
| Датум          | Време | Ниво          |
| -------------- | ----- | ------------- |
| 12. март 2010. | 16:30 | Квалификације |
| 14. март 2010. | 16:45 | Финале        |

## Резултати

### Квалификације
Такмичење је одржано 12. марта 2010. године. Такмичарке су биле подељене у 2 групе. За пласман у полуфинале пласирале су се по 3 првопласиране из група (КВ) и 3 према постигнутом резултату (кв).,,.
Почетак такмичења: група 1 у 16:30, група 2 у 16:42.
| Плас. | Група | Атлетичарка          | Земља                | ЛР       | ЛРС     | Резултат | Белешка   |
| ----- | ----- | -------------------- | -------------------- | -------- | ------- | -------- | --------- |
| 1.    | 2     | Калкидан Газехегне   | Етиопија             | 4:02,98о | 4:03,28 | 4:08,91  | КВ        |
| 2.    | 2     | Наталија Родригез    | Шпанија              | 3:59,51о | 4:06,35 | 4:09,19  | КВ        |
| 3.    | 2     | Силвија Ејдис        | Пољска               | 4:02,30о | 4:07,17 | 4:09,23  | КВ        |
| 4.    | 2     | Ерин Донохју         | САД                  | 4:05,21о | 4:12,0  | 4:10,12  | кв, ЛР    |
| 5.    | 1     | Гелете Бурка         | Етиопија             | 3:58,79о | 4:03,44 | 4:12,08  | КВ        |
| 6.    | 1     | Ана Алминова         | Русија               | 4:02,02о |         | 4:12,50  | КВ, Диск. |
| 6.    | 1     | Сара Боуман          | САД                  | 4:05,67о | 4:13,6  | 4:12,91  | КВ, ЛР    |
| 7.    | 2     | Наталија Карејва     | Белорусија           | 4:10,31о | 4:10,47 | 4:12,91  | кв        |
| 8.    | 1     | Хелен Клитеро        | Уједињено Краљевство | 4:01,10о | 4:10,08 | 4:13,97  | кв        |
| 9.    | 1     | Фањантеино Феликс    | Француска            | 4:11,95  | 4:11,95 | 4:14,62  |           |
| 10.   | 2     | Јевгенија Золотова   | Русија               | 4:02,49о | 4:08,25 | 4:15,33  |           |
| 11.   | 1     | Ирене Јелагат        | Кенија               | 4:03,62о | 4:07,45 | 4:15,63  | кв        |
| 12.   | 2     | Кели Макнис-Рид      | Ирска                | 4:10,30о | 4:14,63 | 4:16,26  |           |
| 13.   | 2     | Шарлота Бест         | Уједињено Краљевство | 4:12,29  | 4:13,4  | 4:16,40  |           |
| 14.   | 2     | Никол Едвардс        | Канада               | 4:12,05о | 4:12,4  | 4:09,15  |           |
| 15.   | 1     | Розиан Галиган       | Ирска                | 4:12,72  | 4:12,72 | 4:17,04  |           |
| 16.   | 1     | Улрика Јонсон        | Шведска              | 4:11,52  | 4:11,52 | 4:22,94  |           |
|       | 1     | Елијане Сахолинирина | Мадагаскар           | 4:15,64о | 4:23,55 | НЗ       |           |

### Финале
Такмичење је одржано 14. марта 2010. године у 16:45.
| Поз. | Атлетичарка        | Земља                | Резултат | Белешка |
| ---- | ------------------ | -------------------- | -------- | ------- |
|      | Калкидан Газехегне | Етиопија             | 4:08,14  |         |
|      | Наталија Родригез  | Шпанија              | 4:08,30  |         |
|      | Гелете Бурка       | Етиопија             | 4:08,39  |         |
| 4.   | Силвија Ејдис      | Пољска               | 4:09,24  |         |
| 5.   | Ирене Јелагат      | Кенија               | 4:09,57  | ЛР      |
| 6.   | Ерин Донохју       | САД                  | 4:09,59  | ЛР      |
| 7.   | Ана Алминова       | Русија               | 4:09,81  | Диск.   |
| 7.   | Хелен Клитеро      | Уједињено Краљевство | 4:10,38  |         |
| 8.   | Сара Боуман        | САД                  | 4:10,72  | ЛР      |
| 9.   | Наталија Карејва   | Белорусија           | 4:12,76  |         |

### Пролазна времена
| Дистанца | Атлетичарке   | Земља    | Време   |
| -------- | ------------- | -------- | ------- |
| 200 м    | Ирене Јелагат | Кенија   | 32,69   |
| 400 м    | Ирене Јелагат | Кенија   | 1:06,57 |
| 600 м    | Ирене Јелагат | Кенија   | 1:41,23 |
| 800 м    | Гелете Бурка  | Етиопија | 2:15,30 |
| 1.000 м  | Гелете Бурка  | Етиопија | 2:49,13 |
| 1.200 м  | Гелете Бурка  | Етиопија | 3:21,30 |
| 1.400 м  | Гелете Бурка  | Етиопија | 3:52,50 |